# Pěnovce u rybníka Lutovník
Pěnovce u rybníka Lutovník este o arie protejată (arie specială de conservare — SAC, sit de importanță comunitară — SCI) din Republica Cehă întinsă pe o suprafață de 0,98 ha, integral pe uscat.

## Localizare
Centrul sitului Pěnovce u rybníka Lutovník este situat la coordonatele 50°17′30″N 15°00′21″E / 50.291667°N 15.005833°E.

## Înființare
Situl Pěnovce u rybníka Lutovník a fost declarat sit de importanță comunitară în noiembrie 2009 pentru a proteja un număr necunoscut de specii din flora spontană și fauna sălbatică aflate în arealul zonei. Situl a fost protejat și ca arie specială de conservare în august 2014.

## Biodiversitate
Situată în ecoregiunea continentală, aria protejată conține 1 habitat natural: Izvoare petrifiante cu formare de travertin (Cratoneurion).
La baza desemnării sitului se află un număr nedeclarat de specii protejate.